# Wacław Sobieski
Wacław Sobieski (ur. 26 października 1872 we Lwowie, zm. 3 kwietnia 1935 w Krakowie) – polski historyk.

## Życiorys
Studiował historię na Uniwersytecie Jagiellońskim, a od 1908 był jego wykładowcą. Jeden z twórców tzw. nowej krakowskiej szkoły historycznej, członek Polskiej Akademii Umiejętności, autor ok. 100 prac naukowych z historii Polski, szczególnie z XVI–XVII wieku.
Członek tajnej Ligi Narodowej, Związku Młodzieży Polskiej „Zet” i Stronnictwa Narodowo-Demokratycznego (w opinii Jerzego Maternickiego przed I wojną światową należał do czołowych przedstawicieli tzw. szkoły narodowej w historiografii), współpracował z delegacją polską na Kongresie Pokojowym w Wersalu.
W 1884 r. rozpoczął naukę w rzeszowskim gimnazjum, następnie studiował historię na Uniwersytecie Jagiellońskim w Krakowie. Pod koniec studiów zaczął przeciwstawiać się historiograficznym i historycznym koncepcjom szkoły krakowskiej. Przez pewien czas sympatyzował z ideami socjalizmu, głosił referaty, włączył się do ruchu politycznego młodzieży akademickiej. W 1897 r. przyjął propozycję współautorstwa obszernego zarysu „Dziejów Polski”, dzięki czemu miał możliwość kontynuowania studiów w Lipsku.
Działał w Kole Naukowym Historyków Studentów, gdzie w latach 1895–1896 pełnił funkcje prezesa.
W marcu 1900 r. obronił pracę doktorską na UJ, a rok później został zatrudniony w warszawskiej Bibliotece Ordynacji Zamoyskich. W tym czasie szczególnie mocno rozwijał się jego talent pisarski oraz działalność naukowa. Jego wydana w 1902 r. Nienawiść wyznaniowa tłumów za Zygmunta III była bezlitosną krytyką postawy zakonu Jezuitów i Piotra Skargi, którego postać obrosła pozytywną legendą w XIX wieku. Historyk Janusz Tazbir nazwał tę książkę „błyskotliwą”. W swoim czasie wywołała ona szereg nieprzychylnych polemik ze strony prawicy i katolickich duchownych m.in. ks. Stanisława Załęskiego. Pracę tego ostatniego Jezuici w Polsce Sobieski poddał miażdżącej krytyce w 1904 r. w szkicu Rola Jezuitów w dziejach Rzeczypospolitej (kilka zastrzeżeń). W 1996 będący jeszcze jezuitą Stanisław Obirek, przyznał, że krytyka Sobieskiego była „w zasadzie słuszna.”
Od 1904 r. był autorem „Szkiców historycznych”, w których znalazła się znaczna część jego artykułów. Publikował w „Przeglądzie Historycznym”, który założył w 1905 r. i współredagował. Mniej więcej w tym czasie odszedł od idei lewicowych na rzecz współpracy z ruchem narodowym. Działał w Lidze Narodowej oraz w Stronnictwie Narodowo-Demokratycznym.
W latach 1905–1907 w Paryżu i Londynie prowadził badania archiwalne. Po powrocie do kraju w 1908 r. habilitował się w Krakowie. Po dwóch latach został profesorem historii powszechnej na UJ. Jego wykłady cieszyły się dużym powodzeniem, w krótkim czasie zdobywając wysoką pozycję wśród profesorów historii.
Po odzyskaniu niepodległości przez Polskę, wszedł w skład Komitetu Narodowego Polskiego w Paryżu, współpracował z delegacją polską na Kongresie Pokojowym w Wersalu w 1919 r. Brał też udział w informowaniu ludności śląskiej tuż przed plebiscytem, wyjaśniając zasadność przywrócenia tych ziem do Polski. W swojej twórczości opisywał charakter narodu polskiego, za główną jego cechę uważając umiłowanie wolności oraz poszanowanie zasad tolerancji.
W swojej „Historii Polski” prof. Sobieski przypisał decydującą rolę w opracowaniu planu Bitwy Warszawskiej z 1920 gen. Weygandowi i szefowi sztabu gen. Tadeuszowi Rozwadowskiemu oraz uwydatnił walny udział w walkach 5. armii gen. Władysława Sikorskiego. Po próbie wydania tej książki w języku angielskim rozpoczęły się wobec prof.Sobieskiego szykany ze strony sanacji. Sobieski został skrytykowany w licznych artykułach w polskiej prasie, m.in. „Rozprawa z prof. Sobieskim”. „Sobieski do Berezy” (Ksawery Pruszyński), „Sąd nad prof. Sobieskim”, których autorzy zarzucali Wacławowi Sobieskiemu brak wiedzy historycznej, kompetencji, przygotowania naukowego itp.

## Śmierć
Sanacyjny minister oświaty mjr Jędrzejewicz zniósł katedrę historii powszechnej UJ, co oznaczało pozbawienie prof. Sobieskiego pracy na Uniwersytecie. W dwa dni po podpisaniu przez Jędrzejewicza tego rozporządzenia, już wówczas podupadły na zdrowiu, prof. Sobieski zmarł. Został pochowany na cmentarzu Rakowickim w Krakowie.

## Rodzina
Był synem Stanisława i Leontyny z Czaderskich.
Jego pierwszą żoną była poślubiona w 1912 r. Stanisława z Zieleńskich. Z małżeństwa tego miał troje dzieci m.in. syna i historyka Jakuba Sobieskiego. Małżeństwo to się rozpadło i Wacław Sobieski przeszedł na kalwinizm i uzyskał rozwód. W 1924 r. poślubił Bronisławę Marię Rutkowską (ur. 1892), z którą miał jednego syna.

## Uczniowie
Do jego uczniów należeli min. Henryk Barycz, Władysław Czapliński, Oskar Halecki, Kazimierz Piwarski, Ludwik Kolankowski, Adam Lewak, Kazimierz Chodynicki, Stanisław Bodniak, Kazimierz Lepszy, Władysław Pociecha, A. Strzelecki, A. Wodziński.

## Publikacje
- Nienawiść wyznaniowa tłumów za Zygmunta III, Warszawa (1902)[4]
- Archiwum Jana Zamoyskiego kanclerza i hetmana wielkiego koronnego, t.1: 1553–1579, wyd. Wacław Sobieski, Warszawa: M. Zamoyski 1904.
- Trybun ludu szlacheckiego (1905)
- Polska a hugenoci po nocy św. Bartłomieja (1910)
- Żółkiewski na Kremlu, Warszawa: Gebethner i Wolff 1920.
- Dzieje Polski, tomy 1–3 (1923–1925) T. 1; t. 2; t. 3.
- Trybun ludu szlacheckiego. Pisma historyczne, wyboru dokonał, oprac. i wstępem poprzedził Stanisław Grzybowski, Warszawa: Państwowy Instytut Wydawniczy 1978.